# Шланлы
Шланлы (баш. Шланлы) — село в Аургазинском районе Башкортостана, относится к Семенкинскому сельсовету. 
Название села образовалось от растения шиповник, который ранее рос в больших количествах на территории села.

## Население
| 2002 | 2009 | 2010 |
| ---- | ---- | ---- |
| 648  | ↗661 | ↗702 |

Согласно переписи 2002 года, преобладающая национальность — чуваши (96 %).

## Географическое положение
Расстояние до:
- районного центра (Толбазы): 31 км,
- ближайшей ж/д станции (Стерлитамак): 37 км,
- до столицы республики (Уфа): 113 км.

## История
Деревня была основана  между 1795 и 1811 гг. По VI ревизии в ней 100 чувашей (д. 105). В начале нашего столетия на каждый из 106 дворов приходилось 7,7 человека. Имелась крестьянская церковно-приходская школа.

## Образование
В селе на данный момент действуют 1 детское дошкольное учреждение, 1 начальная и средняя школа. 

## Достопримечательности
Памятник Неизвестному солдату.